# ساب شیمونو
ساب شیمونو (به انگلیسی: Sab Shimono) (زاده ۳۱ ژوئیهٔ ۱۹۴۳) بازیگر آمریکایی ژاپنی تباراست.
از فیلم‌های معروف او می‌توان به بازی در ضربه بزرگ، گانگ هو، لاک‌پشت‌های نینجای ۳ و جاده بهشت اشاره کرد.